# Beattie Ramsay
William Beattie Ramsay (Lumsden, 12 dicembre 1895 – Regina, 30 settembre 1952) è stato un hockeista su ghiaccio canadese.

## Palmarès

### Olimpiadi invernali
- Oro a Chamonix-Mont-Blanc 1924 nell'hockey su ghiaccio.